# Cheiracanthium mildei
Espèce
Synonymes
- Cheiracanthium anceps O. Pickard-Cambridge, 1872
- Cheiracanthium strasseni Strand, 1915
- Cheiracanthium strasseni aharonii Strand, 1915
- Cheiracanthium cretense Roewer, 1928

Cheiracanthium mildei est une espèce d'araignées aranéomorphes de la famille des Cheiracanthiidae.

## Distribution
Cette espèce se rencontre en Europe, en Afrique du Nord, au Moyen-Orient et en Asie centrale.
Elle a été introduite en Amérique du Nord et en Argentine.

## Description
Les mâles mesurent de 5,8 à 8,5 mm et les femelles de 6 à 10,7 mm.

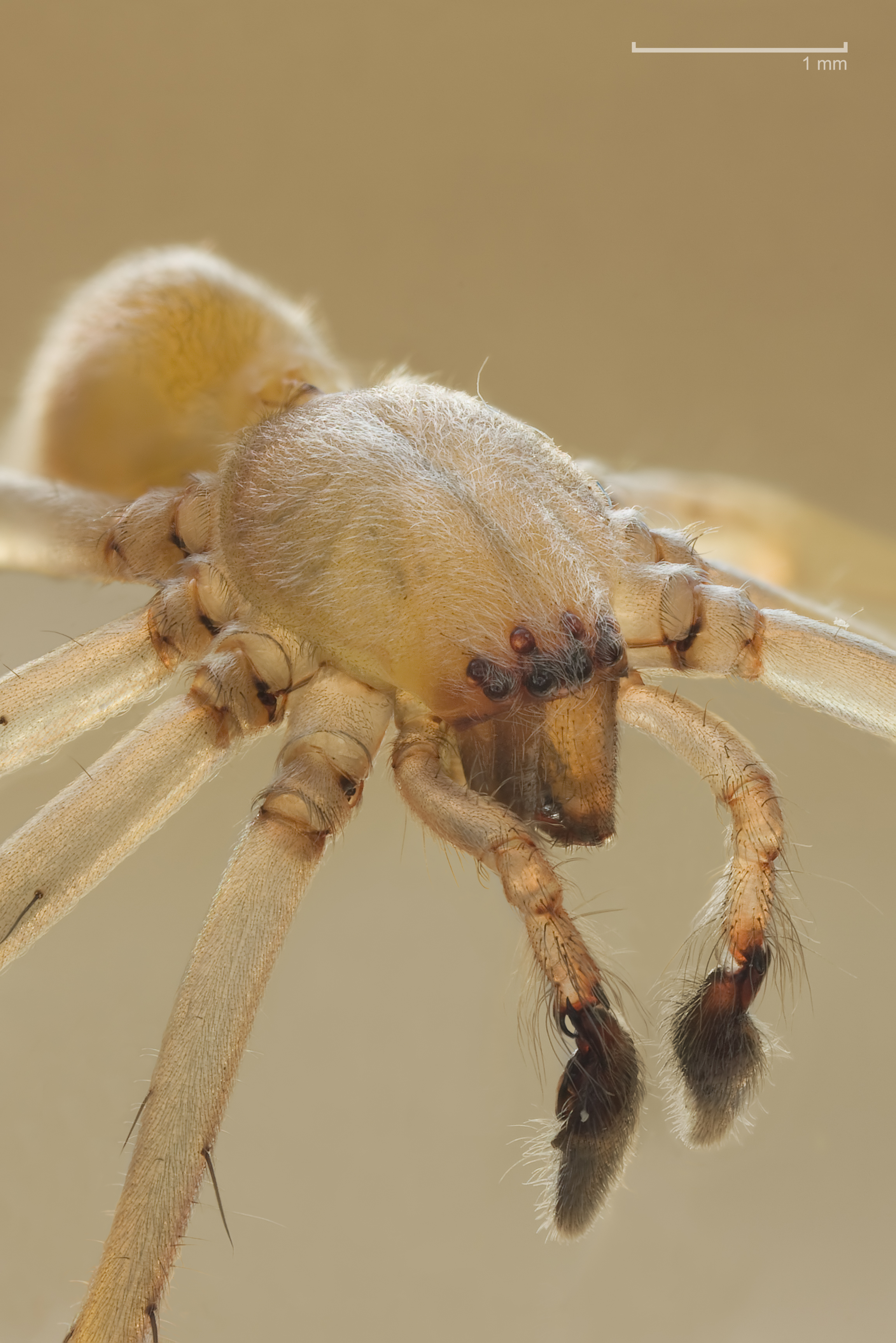
Cheiracanthium mildei ♂.

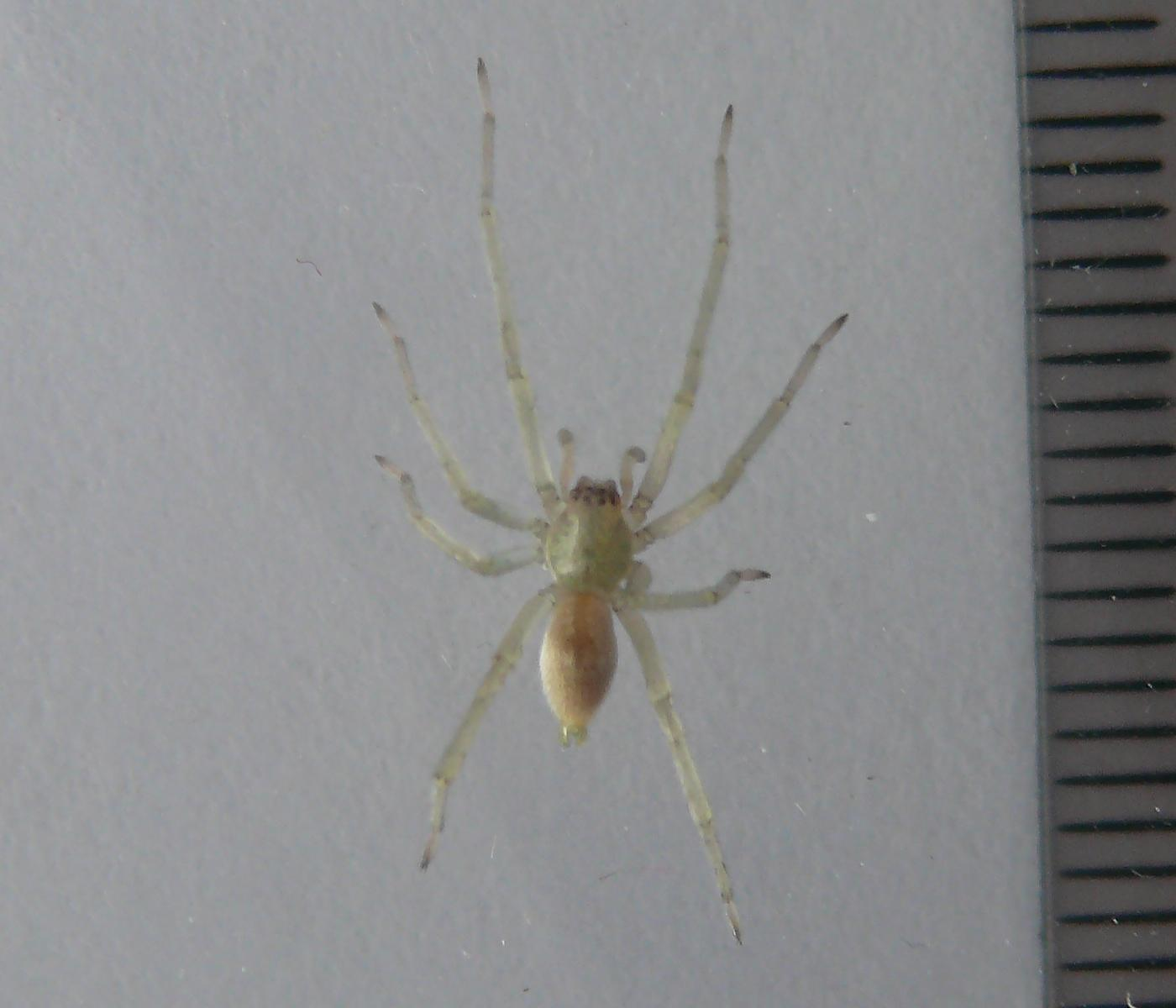
Cheiracanthium mildei.

Les palpes et les chélicères sont bruns, et le corps peut aller du vert pâle au jaune blanchâtre. Le  céphalothorax porte deux rangées horizontales de quatre yeux de même taille. L'abdomen est terminé par des filières coniques ; il est légèrement translucide et change de couleur selon la nourriture ingérée.

## Éthologie
Cette araignée chasse la nuit.

## Venin
Les personnes mordues par Chiracanthium mildei ne présentent généralement que des symptômes mineurs : rougeur localisée, enflure, démangeaisons et sensation de brûlure sur le site de la morsure.
On a autrefois cru qu'elle pouvait causer des lésions graves, mais ce n'est qu'un mythe,. Un cas sévère connu aurait été répertorié à Marseille dans les calanques, une paralysie sévère en 2002.

## Cheiracanthium mildeiet l'automobile
En 2011, Mazda doit rappeler 65 000 unités du modèle Mazda 6 des millésimes 2009 et 2010 (dont 52 000 aux États-Unis et 13 000 à Porto Rico, au Canada et au Mexique) en raison d'une infestation par Chiracanthium mildei. En 2014, c'est 42 000 exemplaires qui sont encore rappelés pour le même problème. Si l'araignée jaune semble attirée par l'odeur de l’essence, Mazda n'est pas en mesure d'expliquer pourquoi la Mazda 6 est particulièrement affectée par ce problème. La toile que tisse l'araignée pourrait bloquer des durits d'évaporation des vapeurs d'essence, augmentant le risque d'incendie ; Mazda a alors installé un filtre afin d'empêcher les araignées d'accéder aux tuyaux,,.
Toyota a procédé à un rappel similaire de 800 000 véhicules à travers le monde, en 2013, pour réparer un problème de condensation qui pouvait occasionner un déploiement soudain de l'airbag ; si le défaut était principalement dû au système de climatisation, les toiles des araignées pouvaient également provoquer l'incident.
La Honda Accord, en 2008-2009 ainsi que certains modèles Hyundai ont également connu des désagréments provoqués par la présence de Cheiracanthium mildei.

## Systématique et taxinomie
Cette espèce a été décrite par L. Koch en 1864.
Cheiracanthium anceps a été placée en synonymie par El-Hennawy en 2001.
Cheiracanthium cretense a été placée en synonymie par Bosmans, van Keer, Russell-Smith, Kronestedt, Alderweireldt, Bosselaers et de Koninck en 2013.
Cheiracanthium strasseni et Cheiracanthium strasseni aharonii a été placée en synonymie par Bayer en 2014.

## Publication originale
- L. Koch, 1864 : « Die europaischen Arten der Arachnidengatung Cheiracanthium. » Abhandlungen der Naturhistorischen Gesellschaft zu Niirnberg, vol. 14, no 3-1, p. 137-162 (de).